# مدرسة النحو البغدادية
مدرسة النحو البغدادية هي أول مدرسة من المدارس النحوية المتأخرة الثلاث، أي ليست من المدرستين الأوليتين وهما مدرسة البصرة ومدرسة الكوفة، نشأت هذه المدرسة في القرن الرابع هجري، انتقدها البعض بوصفها امتداد للمدرسة الكوفية وكانت فرعها في بغداد، ولكنها اتبعت نهجًا جديدًا وأساسه الانتخاب بين آراء المدرسة البصرية والكوفية فاستفادوا من علمهم وتعمقوا فيه حتى خرجت آراء نحوية جديد. وقد استفادوا من المذهب البصري في تفسير الظواهر النحوية مثل: اعتبار فعل الأمر مبنيًّا وغير ذلك.

## أشهر النحاة
- ابن كيسان
- ابن جنِّي
- الزمخشري
- أبو البركات الأنباري
- أبو محمد سعيد بن الدهان
- علي بن عيسى الربعي
- أبو علي الفارسي
- أبو القاسم الزجاجي
- ابن الشجري
- أبو البقاء العكبري

## قائمة النحاة
- أبو محمد بن قتيبة الدينوري (تـ 276)
- أبو الحسن بن كيسان (تـ 299)
- أبو موسى الحامض (تـ 305)
- أبو إسحاق الزجاج (تـ 311)
- أبو الحسن علي بن سليمان (الأخفش الصغير) (تـ 315)
- أبو بكر بن السراج (تـ 316)
- ابن شقير (تـ 317)
- أبو بكر محمد بن الخياط (تـ 320)
- نفطويه (تـ 323)
- أبو القاسم الزجاجي (تـ 340/337)
- مبرمان (تـ 345/326)
- ابن درستويه (تـ 347)
- ابن لنكك (تـ 362/360)
- أبو سعيد السيرافي (تـ 268)
- أبو علي الفارسي (تـ 377)
- أبو الحسن الرماني (تـ 384)
- ابن خالويه (تـ 390)
- ابن جني (تـ 392)
- علي بن عيسى الربعي (تـ 420)
- الثمانيني (تـ 442)
- ابن برهان (تـ 450)
- أبو الحسن المجاشعي (تـ 479)
- تبريزي (تـ 502)
- علي الفصيحي (تـ 516)
- الزمخشري (تـ 538)
- ابن الشجري (تـ 542)
- ابن الخشاب (تـ 568)
- الحسن بن صافي (تـ 568)
- ابن الدهان البغدادي (تـ 569)
- أبو البركات الأنباري (تـ 577)
- المطرزي (تـ 601)
- المبارك بن أبي طالب النحوي (تـ 612)
- تاج الدين الكندي (تـ 613)
- أبو البقاء العكبري (تـ 616)
- ابن الخباز (تـ 638)
- جمال الدين بن إياز (تـ 681)
- الرضي الاستراباذي (تـ 686/684)
- محيي الدين الكافيجي (تـ 879)
- عبد الرحمن الجامي (تـ 898)

## طالع أيضًا
- نقوش عربية قبل الإسلام
- مدارس النحو والصرف
- مدرسة النحو البصرية
- مدرسة النحو الكوفية
- مدرسة النحو الأندلسية
- مدرسة النحو المصرية